# Међурежањска вена
Међурежањске вене су део венског система бубрега који прима филтрирану крв из лучних вена бубрега. Оне се из коре бубрега спуштају поред бубрежних пирамидама и заврђавају се у хилуму бубрега, у коме се анастозирају и формирају бубрежну вену.

## Функција
Међурежањске вене бубрега су одговорне за дренажу бубрежног режња.